# Ray Dodge
Ray Dodge (eigentlich Raymond Edgar Dodge; * 4. August 1900 in Woodburn, Oregon; † 28. März 1985 in Key Biscayne) war ein US-amerikanischer Mittelstreckenläufer, der sich auf die 800-Meter-Distanz spezialisiert hatte.
Bei den Olympischen Spielen 1924 in Paris wurde er Sechster mit seiner persönlichen Bestzeit von 1:54,2 min.
1926 wurde er US-Hallenmeister über 1000 Yards.